# ナカ工業
ナカ工業株式会社（ナカこうぎょう、英: NAKA CORPORATION）は、東京都台東区に本社を置く建材製品の製造・販売・施工などを行っている企業である。

## 沿革
- 1932年（昭和7年） - 創業者の中博光が北海道札幌市大通西2丁目に建築金物の販売を目的とする中博光商店（なかひろみつしょうてん）を創業。
- 1955年（昭和30年） - 東京営業所（現：東京支店）を開設し、北海道外に進出。
- 1959年（昭和34年）4月17日 - 株式会社として設立。
- 1961年（昭和36年）
  - 名古屋出張所（現：名古屋支店）を開設。
  - 福岡出張所（現：福岡支店）を開設。
- 1962年（昭和37年） - 仙台出張所（現：仙台支店）を開設。
- 1963年（昭和38年）
  - 広島出張所（現：広島支店）を開設。
  - 大阪府大阪市生野区に工作所を開設。
- 1972年（昭和47年）- 創業40周年を機にナカ工業株式会社に商号変更。資本金4億円に増資。
- 1973年（昭和48年）
  - 札幌市西区に新社屋、工場を建設し、本社及び札幌支店、札幌工場（現：札幌支店、札幌工場）を移転。
  - 丸型の樹脂被覆連続手すり「ニュービニパールO-40型」を開発。
- 1974年（昭和49年）
  - 避難器具「タスカール」を開発。
  - 鹿児島駐在所（現：鹿児島営業所）を開設。
  - 資本金5億5,000万円に増資。
- 1983年（昭和58年） - 本社を札幌市から東京都千代田区内幸町に移転。
- 1995年（平成7年） - 本社を千代田区神田司町に移転。
- 2003年（平成15年） - 本社を品川区大崎に移転。
- 2010年（平成22年） - 本社を台東区東上野に移転。